# Jonathan Levine
Jonathan A. Levine (New York, 18 giugno 1976) è un regista e sceneggiatore statunitense.

## Biografia
Levine ha vinto l'Audience Award al Sundance Film Festival 2008 per il film Fa' la cosa sbagliata da lui diretto e scritto. Successivamente ha diretto altri due lungometraggi: 50 e 50, ispirato alla vita dello sceneggiatore Will Reiser, e Warm Bodies, basato sull'omonimo romanzo dello scrittore Isaac Marion.

## Filmografia

### Regista

#### Cinema
- All the Boys Love Mandy Lane (2006)
- Fa' la cosa sbagliata (The Wackness) (2008)
- 50 e 50 (50/50) (2011)
- Warm Bodies (2013)
- Sballati per le feste! (The Night Before) (2015)
- Fottute! (Snatched) (2017)
- Non succede, ma se succede... (Long Shot) (2019)

#### Televisione
- How to Make It in America - serie TV, 1 episodio (2010)
- Nine Perfect Strangers - serie TV, 8 episodi (2021)

#### Cortometraggi
- Shards - cortometraggio (2004)
- Love Bytes - cortometraggio (2005)

### Sceneggiatore
- Shards, regia di Jonathan Levine - cortometraggio (2004)
- Love Bytes, regia di Jonathan Levine - cortometraggio (2005)
- Fa' la cosa sbagliata (The Wackness), regia di Jonathan Levine (2008)
- The Weight, regia di Nicholas Jarecki - cortometraggio (2009)
- Warm Bodies (2013)

### Produttore
- Mike & Dave - Un matrimonio da sballo (Mike and Dave Need Wedding Dates), regia di Jake Szymanski (2016)
- Nine Perfect Strangers - serie TV, 8 episodi (2021)